# Słonice
Słonice (niem. Kleeberg) – wieś sołecka w Polsce położona w województwie zachodniopomorskim, w powiecie choszczeńskim, w gminie Krzęcin. W latach 1975–1998 miejscowość administracyjnie należała do województwa gorzowskiego. W roku 2007 wieś liczyła 82 mieszkańców. 

## Geografia
Wieś leży ok. 3 km na północny wschód od Krzęcina, przy linii kolejowej nr 351.

## Komunikacja
We wsi znajduje się stacja kolejowa.